# 奇食
奇食（きしょく）とは、一般的な食べ物の概念・常識から外れた「奇妙な食べ物」の事。

## 概要
もともとは魚の目玉や動物の脳、虫や爬虫類などの、いわゆる「ゲテモノ喰い」の事だったが、現在は普通の料理をその料理の常識的な材料とは外れた食材を使用して作った奇抜な料理や一風変わった料理も奇食と言う。